# Phodoryctis
Phodoryctis is een geslacht van vlinders uit de familie mineermotten (Gracillariidae).
Het geslacht omvat volgende soorten:
- Phodoryctis caerulea (Meyrick, 1912)
- Phodoryctis dolichophila (Vári, 1961)
- Phodoryctis stephaniae Kumata & Kuroko, 1988
- Phodoryctis thrypticosema (Vári, 1961)